# Захарьян, Рубен Агасьевич
Захарьян Рубен Агасьевич (14 июля 1901, Тифлис, Российская империя — 25 мая 1992, Санкт-Петербург, Российская Федерация) — советский живописец, член Санкт-Петербургского Союза художников (до 1992 года — Ленинградской организации Союза художников РСФСР).

## Биография
Родился 14 июля 1901 года в Тифлисе в семье ремесленника. Отец Агасий Агасьевич Захарьян (1865—1943) был кустарём-сапожником, мать Екатерина Артемьевна Залиньян (1877—1927) — домохозяйкой. В 1917—1922 занимался в училище живописи, скульптуры и зодчества при Кавказском обществе поощрения изящных искусств, преобразованном в 1921 в Тбилисскую Академию художеств. Обучался у профессоров Евгения Лансере, Бориса Фогеля и Егише Тадевосяна.
В 1923 по направлению Наркомпроса Грузии был командирован в Петроград для продолжения учёбы во ВХУТЕИНе. Занимался у Кузьмы Петрова-Водкина, Алексея Карева. В 1927 году Захарьян окончил институт, защитив дипломную работу «Физкультурники».
По окончании института работал художником в Репродукционных мастерских «Главнауки» в Ленинграде, затем на фабрике «Белгоскино». С 1926 года участвовал в выставках, экспонируя свои работы вместе с произведениями ведущих мастеров изобразительного искусства Ленинграда. Писал портреты, пейзажи, натюрморты, жанровые и исторические композиции, этюды с натуры. В 1929—1930 проходил действительную военную службу во 2-м автотранспортном батальоне в Ленинграде. После демобилизации работал художником в Политпросветцентре, в Горкоме Изо, выполняя заказы по договорам. В сентябре 1939 был вновь призван в Красную Армию, участвовал в войне с белофиннами, командовал ротой 59 отдельного батальона 24 стрелковой Самаро-Ульяновской дивизии. После демобилизации в ноябре 1940 вернулся в Ленинград. Работал в Ленизо, в январе 1941 был принят кандидатом в члены Ленинградского Союза художников.
В годы Великой Отечественной войны воевал в 388 автобатальоне 17-й автотранспортной бригады Ленинградского фронта, обеспечивал работу Дороги жизни, проложенной по льду Ладожского озера. В 1943 с частью был переброшен на Северо-Кавказский фронт в город Орджоникидзе, где закончил службу в декабре 1946 года. Был ранен, награждён медалями «За оборону Ленинграда», «За победу над Германией».
После демобилизации в конце 1945 года постепенно возвращается к творческой работе, восстанавливает утраченные за годы войны навыки. В 1951 году его принимают в члены Ленинградского Союза художников (с 1992 года — Санкт-Петербургского Союза художников). Живописную манеру отличают декоративность, обобщённый рисунок, внимание к отношениям тёплых и холодных тонов и передаче световоздушной среды. Колорит строится на отношениях основных цветов, в чём угадывается отдалённое влияние идей, культивировавшихся в период учёбы во ВХУТЕИНе..
В 1950—1980 годы неоднократно совершал творческие поездки в Армению, работал в домах творчества художников в Гурзуфе, на творческой базе ленинградских художников в Старой Ладоге, на Академической даче и Сенеже. Автор картин «Портрет академика М. Г. Хлопина» (1950), «Гурзуф», «Утро на Сенеже» (обе 1953), «Городской пейзаж», «В пригороде Ленинграда» (1956), «Портрет работницы типографии», «Натюрморт» (обе 1960), «Зима на Сенеже», «Армения», «На колхозном току» (все 1964), «Тихо на Волхове», «Севастопольский яхт-клуб» (обе 1965), «Старый Тбилиси» (1968), «Овощи», «Полдень в Аштараке» (обе 1970), «Портрет скульптора А. Стрекавина» (1971), «Сирень» (1972), «К весне» (1973), «У Мстинской плотины» (1977), «Дом Левитиных» (1978), «Дорога в Аштарак» (1980) и других.
Персональные выставки произведений Рубена Захарьяна состоялись в Ленинграде в залах Ленинградского Союза художников в 1974 и 1983 годах. В 2019 году выставка произведений художника прошла в Санкт-Петербурге в культурном центре «Вернатун» армянской общины Санкт-Петербурга.
Скончался 25 мая 1992 года в Санкт-Петербурге на 91-м году жизни.
Произведения Р. А. Захарьяна находятся в музеях и частных собраниях в России, Франции, Армении, Германии, Великобритании, США, Японии, Италии и других странах.

## Выставки
- 1952 год (Ленинград): Выставка произведений ленинградских художников.
- 1954 год (Ленинград): Весенняя выставка произведений ленинградских художников.
- 1955 год (Ленинград): "Весенняя выставка произведений ленинградских художников".
- 1956 год (Ленинград): Осенняя выставка произведений ленинградских художников'.
- 1957 год (Ленинград): 1917 - 1957. Выставка произведений ленинградских художников.
- 1960 год (Ленинград): Выставка произведений ленинградских художников.
- 1964 год (Ленинград): Ленинград. Зональная выставка.
- 1965 год (Ленинград): Весенняя выставка произведений ленинградских художников.
- 1968 год (Ленинград): Осенняя выставка произведений ленинградских художников.
- 1971 год (Ленинград): Наш современник. Каталог выставки произведений ленинградских художников 1971 года.
- 1973 год (Ленинград): Натюрморт. Выставка произведений ленинградских художников.
- 1974 год (Ленинград): Весенняя выставка произведений ленинградских художников.
- 1976 год (Ленинград): Портрет современника. Пятая выставка произведений ленинградских художников.
- 1978 год (Ленинград): Выставка произведений художников — ветеранов Великой Отечественной войны и других ленинградских живописцев.
- 1978 год (Ленинград): Осенняя выставка произведений ленинградских художников.
- 1980 год (Ленинград): Зональная выставка произведений ленинградских художников.
- 1981 год (Ленинград): Выставка произведений художников — ветеранов Великой Отечественной войны и других ленинградских живописцев.
- 1984 год (Ленинград): Подвигу Ленинграда посвящается. Выставка произведений ленинградских художников, посвящённая 40-летию полного освобождения Ленинграда от вражеской блокады.
- 1987 год (Ленинград): Выставка произведений художников — ветеранов Великой Отечественной войны.
- 1994 год (Санкт-Петербург): Этюд в творчестве ленинградских художников 1940-1980 годов.
- 1995 год (Петербург): Лирика в произведениях художников военного поколения. Живопись. Графика.
- 1996 год (Петербург): Живопись 1940-1990 годов. Ленинградская школа.